# Gran Premio Cholet-Pays de Loire 2021
La 42.ª edición de la clásica ciclista Gran Premio Cholet-Pays de Loire fue una carrera en Francia que se celebró el 28 de marzo de 2021 con inicio y final en la ciudad de Cholet sobre un recorrido de 203 kilómetros.
La carrera formó parte del UCI Europe Tour 2021, calendario ciclístico de los Circuitos Continentales UCI, dentro de la categoría 1.1 y fue ganada por el italiano Elia Viviani del Cofidis, Solutions Crédits. Completaron el podio, como segundo y tercer clasificado respectivamente, el español Jon Aberasturi del Caja Rural-Seguros RGA y el francés Pierre Barbier del Delko.

## Equipos participantes
Tomaron parte en la carrera 21 equipos: 4 de categoría UCI WorldTeam, 11 de categoría UCI ProTeam y 6 de categoría Continental. Formaron así un pelotón de 164 ciclistas de los que acabaron 142. Los equipos participantes fueron:
| WorldTeams (4)- AG2R Citroën Team - Cofidis - Groupama-FDJ - Intermarché-Wanty-Gobert Matériaux ProTeams (11)- Androni Giocattoli-Sidermec - Arkéa-Samsic - B&B Hotels p/b KTM - Bingoal Pauwels Sauces WB - Burgos-BH - Caja Rural-Seguros RGA - Delko - Rally Cycling - Sport Vlaanderen-Baloise - Total Direct Énergie - Uno-X Pro Cycling Team Equipos continentales (6)- Canyon dhb SunGod - Development Team DSM - Riwal - Saint Michel-Auber 93 - Swiss Racing - Xelliss-Roubaix Lille Métropole |
| |

## Clasificación final
- Las clasificaciones finalizaron de la siguiente forma:[3]

| \| Clasificación general \| Clasificación general \| Clasificación general \| Clasificación general \| Clasificación general \| \| Ciclista \| Ciclista \| Equipo \| Tiempo \| \| \| --------------------- \| --------------------- \| --------------------------- \| --------------------- \| --------------------- \| \| 1.º \| Elia Viviani \| Cofidis \| 4 h 43 min 35 s \| \| \| 2.º \| Jon Aberasturi \| Caja Rural-Seguros RGA \| + 0 s \| \| \| 3.º \| Pierre Barbier \| Delko \| + 0 s \| \| \| 4.º \| Dorian Godon \| AG2R Citroën Team \| + 0 s \| \| \| 5.º \| Marc Sarreau \| AG2R Citroën Team \| + 0 s \| \| \| 6.º \| Alex Vogel \| Swiss Racing Academy \| + 0 s \| \| \| 7.º \| Matthew Bostock \| Canyon dhb SunGod \| + 0 s \| \| \| 8.º \| Thomas Boudat \| Arkéa-Samsic \| + 0 s \| \| \| 9.º \| Romain Cardis \| Saint Michel-Auber 93 \| + 0 s \| \| \| 10.º \| Matteo Malucelli \| Androni Giocattoli-Sidermec \| + 0 s \| \| |                  |                             |                 |
| |                  |                             |                 |
| Fuente: ProCyclingStats |                  |                             |                 |
| Clasificación general |                  |                             |                 |
| Ciclista | Ciclista         | Equipo                      | Tiempo          |
| 1.º | Elia Viviani     | Cofidis                     | 4 h 43 min 35 s |
| 2.º | Jon Aberasturi   | Caja Rural-Seguros RGA      | + 0 s           |
| 3.º | Pierre Barbier   | Delko                       | + 0 s           |
| 4.º | Dorian Godon     | AG2R Citroën Team           | + 0 s           |
| 5.º | Marc Sarreau     | AG2R Citroën Team           | + 0 s           |
| 6.º | Alex Vogel       | Swiss Racing Academy        | + 0 s           |
| 7.º | Matthew Bostock  | Canyon dhb SunGod           | + 0 s           |
| 8.º | Thomas Boudat    | Arkéa-Samsic                | + 0 s           |
| 9.º | Romain Cardis    | Saint Michel-Auber 93       | + 0 s           |
| 10.º | Matteo Malucelli | Androni Giocattoli-Sidermec | + 0 s           |

## UCI World Ranking
El Gran Premio Cholet-Pays de Loire otorgó puntos para el UCI World Ranking para corredores de los equipos en las categorías UCI WorldTeam, UCI ProTeam y Continental. Las siguientes tablas muestran el baremo de puntuación y los 10 corredores que obtuvieron más puntos:
| Posición   | 1.º | 2.º | 3.º | 4.º | 5.º | 6.º | 7.º | 8.º | 9.º | 10.º | 11.º | 12.º | 13.º-15.º | 16.º-25.º |
| Puntuación | 125 | 85  | 70  | 60  | 50  | 40  | 35  | 30  | 25  | 20   | 15   | 10   | 5         | 3         |

| Clasificación |                  |                             |        |
| Posición      | Ciclista         | Equipo                      | Puntos |
| ------------- | ---------------- | --------------------------- | ------ |
| 1.º           | Elia Viviani     | Cofidis, Solutions Crédits  | 125    |
| 2.º           | Jon Aberasturi   | Caja Rural-Seguros RGA      | 85     |
| 3.º           | Pierre Barbier   | Delko                       | 70     |
| 4.º           | Dorian Godon     | AG2R Citroën                | 60     |
| 5.º           | Marc Sarreau     | AG2R Citroën                | 50     |
| 6.º           | Alex Vogel       | Swiss Racing Academy        | 40     |
| 7.º           | Matthew Bostock  | Canyon dhb SunGod           | 35     |
| 8.º           | Thomas Boudat    | Arkéa Samsic                | 30     |
| 9.º           | Romain Cardis    | Saint Michel-Auber93        | 25     |
| 10.º          | Matteo Malucelli | Androni Giocattoli-Sidermec | 20     |